# Perissocytheridea troglodyta
Perissocytheridea troglodyta är en kräftdjursart som först beskrevs av Joseph Swain 1955.  Perissocytheridea troglodyta ingår i släktet Perissocytheridea och familjen Cytheridae. Inga underarter finns listade i Catalogue of Life.